# Saint-Martin-de-Varreville
Saint-Martin-de-Varreville är en kommun i departementet Manche i regionen Normandie i norra Frankrike. Kommunen ligger i kantonen Sainte-Mère-Église som tillhör arrondissementet Cherbourg. År 2022 hade Saint-Martin-de-Varreville 170 invånare.

## Befolkningsutveckling
Antalet invånare i kommunen Saint-Martin-de-Varreville
| Referens: INSEE |